# Gilsinho
Gilson da Conceição, mais conhecido como Gilsinho (Rio de Janeiro, 17 de junho de 1970), é um intérprete de samba-enredo e compositor brasileiro. sendo primo do também intérprete, Luizinho Andanças.

## Carreira
Filho do músico Jorge do Violão, baluarte e integrante da Velha Guarda da Portela, e afilhado de Casquinha, também integrante da velha guarda da escola. Gilsinho iniciou-se como apoio na própria Portela, em 1993 e da Beija-Flor. mas através das apresentações do seu grupo (Fora de Série) foi para o Carnaval de São Paulo, no final dos anos 90. aonde iniciou-se intérprete de samba-enredo, na Vai-Vai e após um ano fora, defendeu as cores da Barroca Zona Sul  e no ano seguinte, foi para a Vila Maria e retornou ao Rio de Janeiro e a Portela onde após vencer um concurso para ser intérprete, acabou-se tornando a voz oficial da agremiação. tendo em 2010, fazendo dupla jornada. pois retornou como cantor da Vai-Vai. 
No ano de 2012, Gilsinho foi o primeiro cantor da primeira escola de samba de San Luis (Argentina): a Sierras del Carnaval. Após oito anos, como intérprete e devido a problemas internos, Gilsinho saiu da Portela e acertou com a Vila Isabel, para ser o novo intérprete dessa escola. também no ano de 2014, substituirá seu primo na escola de samba Consulado. 
Permaneceu como cantor oficial da Vila Isabel, em 2015 e nesse ano retornou a Vai-Vai, agora dividindo com Márcio Alexandre, sagrando-se campeão do carnaval Paulista e depois desse ano, não renovou com a Vila mas permanece como cantor oficial da Vai-Vai. em 2016, retornou como intérprete principal da Portela, formando dupla com Wantuir. No Carnaval seguinte, 2017, Gilsinho é efetivado como o único intérprete da Portela e foi um dos protagonistas na conquista do título Portelense que não vinha há mais de 33 anos. 
No Carnaval de 2019, depois de uma excelente apresentação na Avenida com a Portela, Gilsinho vence o seu segundo prêmio Estandarte de Ouro do Jornal O Globo e além de atuar no comando do carro de som da Portela e da Tom Maior, em 2022. Gilsinho assume a vice-presidência da escola de samba União do Parque Acari.
Também em 2022, Gilsinho ganha mais 1 (um) estandarte de ouro como "Melhor Intérprete do Carnaval do RJ", pela Portela.

## Títulos e estatísticas
|                  | Campeão        | Vice | Terceiro                      |
| ---------------- | -------------- | ---- | ----------------------------- |
| Primeira Divisão | 2001 2015 2017 | —    | 2009 2010 2016 2017 2019 2020 |
| Segunda Divisão  | 2025           | _    | _                             |

## Premiações
- Estandarte de Ouro

1. 2012 - Melhor intérprete (Portela) [17]
2. 2019 - Melhor intérprete (Portela) [18]
3. 2022 - Melhor intérprete (Portela) [19]
4. 2025 - Melhor intérprete (Tom Maior) [20]

- Estrela do Carnaval

1. 2011 - Melhor intérprete (Portela) [21]
2. 2019 - Melhor intérprete (Portela) [22]

- Fala Galera Carna Insta

1. 2022 - Melhor intérprete (Portela) [23]

- Gato de Prata

1. 2012 - Melhor intérprete (Portela) [24]
2. 2019 - Melhor intérprete (Portela) [25]

- Plumas & Paetês Cultural

1. 2020 - Melhor intérprete (Portela) [26]

- Prêmio SRzd

1. 2012 - Melhor intérprete (Portela) [27]

- S@mba-Net

1. 2020 - Melhor intérprete (Portela) [28]

- Tamborim de Ouro

1. 2012 - Voz da Avenida [29]
2. 2020 - Melhor intérprete (Portela) [30]

- Troféu Apoteose

1. 2006 - Melhor intérprete (Portela) [31]

- Troféu Explosão in Samba

1. 2020 - Melhor intérprete (Portela) [32]
2. 2022 - Melhor intérprete (Portela) [33]

- Troféu Rádio Manchete

1. 2009 - Melhor intérprete (Portela) [34][35]

- Troféu Sambario

1. 2010 - Melhor intérprete (Vai-Vai) [36]
2. 2022 - Melhor intérprete (Portela) [37]